# Wilhelm Müller (Orgelbauer)
Wilhelm Müller († nach 1865) war ein deutscher Orgelbauer in Berlin.

## Leben
Wilhelm Müller war Mitarbeiter und Werkführer bei Lang & Dinse in Berlin und baute dort zahlreiche Orgeln mit. Von 1858 ist die erste eigene Arbeit bekannt. Die Werkstatt befand sich in der Brandenburger Straße 59 in Berlin (?).
Sein Todesdatum ist unbekannt.

## Werk
Wilhelm Müller baute einige Orgeln, von denen heute drei im damaligen Niederbarnim bekannt sind. Das Instrument in Lindenberg ist teilweise erhalten.
Orgelneubauten
| Jahr    | Ort         | Gebäude    | Bild | Manuale | Register | Bemerkungen |
| ------- | ----------- | ---------- | ---- | ------- | -------- | --- |
| um 1861 | Falkenberg  | Dorfkirche |      |         |          | 1945 mit Kirche zerstört                                                                                                 |
| 1862/63 | Lindenberg  | Dorfkirche |      | I/P     | 10       | 1911 Einbau eines neuen Prospekts im Barockstil, 1917 Abgabe der Prospektpfeifen, 2004 Restaurierung durch Dieter Noeske |
| 1865    | Schwanebeck | Dorfkirche |      |         |          | 1945 schwer beschädigt und später ersetzt                                                                                |

Weitere Arbeiten
- 1858 Ruhlsdorf, Dorfkirche, Einbau eines Pedals und Umdisponierung der Orgel von um 1800 (von Hennefuß ?), nach weiteren Reparaturen erhalten[5]